# Void (альбом)
Void — пятый полноформатный студийный альбом группы De/Vision, выпущенный 28 февраля 2000 года лейблом WEA Records. Диск поднялся на 33 позицию в чартах Германии.

## Об альбоме
Работа над Void проходила в собственной студии участников группы вместе с продюсером Джорджем Калеве, с которым они впервые познакомились при записи сингла Strange Affection. Было решено сделать такой альбом, который бы стал поворотным как в самой музыке, так и в группе. Запись альбома длилась около 2-х месяцев, а затем около четырёх месяцев Джордж Калеве исполнял свои продюсерские обязанности, выводя соответствующий звук.

### Название
По словам Штеффена Кета название альбома не отражает содержания альбома (как и все названия предыдущих и альбомов), а просто хорошо звучит (тем не менее, Штеффен говорит, что название указывает на внутреннюю пустоту).

### Музыка
По мнению участника группы Томаса Адама, музыка альбома имеет мало общего с традиционной синти-поп музыкой 80-х годов. Также Томас отмечает, что на данном альбоме меньше мягких звуков, но больше агрессивности. По мнению другого участника проекта Штеффена Кета данный факт является закономерным процессом, происходящим в связи с развитием творчества группы. Подобные изменения по его же словам наметились уже на сингле Strange Affection, а данный альбом всего лишь продолжил его музыкальную линию.
Помимо этого на данном альбоме широкое распространение получило включение в музыку звука гитар (хотя подобные эксперименты проект предпринимал ещё и на ранних записях, но не в таком объёме). Необходимых гитаристов подбирал продюсер альбома Джордж Калева (с ними он работал при продюсировании некоторых других релизов). Об особенностях стилистического разброса композиций можно сказать, что композиция Foreigner выдержана в направлении индустриального электро-попа, а Prayer практически является балладой. К тому же на альбоме можно слышать старую композицию проекта под названием Blue Moon в новой обработке.

Этот номер очень важен для нас, потому что из-за него WEA (имеется в виду WEA Records) в своё время проявили к нам интерес, а их тогдашний шеф настолько был восхищён этой вещью, что приложил все силы, чтобы заключить с нами контракт… Эта песня стала нашим «спасибо» людям и фирме, поверившим в наш потенциал.
В конце февраля 2000 года группа впервые представила альбом «VOID». На четырёх из пяти объявленных концертах был аншлаг. Затем последовал продолжительный тур по Германии. Весь май группа давала концерты либо каждый день, либо через день, посетив большинство крупных городов страны. 29 августа 2000 года в Дрездене состоялся последний концерт группы, как трио. Маркус Ганссерт покинул De/Vision.

## Список композиций
1. «Re-Invent Yourself» — 5:00
2. «Ride on a Star» — 4:30
3. «Self-Deception» — 7:15
4. «Foreigner (Original Version)» — 5:16
5. «Anywhere» — 7:18
6. «Blue Moon (Void-Style Version)» — 4:10
7. «Freedom» — 5:43
8. «A Prayer» — 4:58
9. «Hope Won’t Die» — 4:38
10. «Give In» — 4:27
11. «Remember» — 4:22

## Синглы с альбома

### Blue Moon '99
«Blue Moon '99» — сингл группы De/Vision, который должен был выйти в 1999 году в преддверии выпуска нового альбома «Void». Именно после выхода одноимённого сингла и видео в 1995 году, на группу обратила внимание крупная звукозаписывающая компания «WEA», подписавшая с ними в 1997 году контракт. И вот уже в 1999 году, из-за разногласий и своего видения промоушена, компания «WEA» решает не выпускать этот «новый-старый» сингл в продажу, а часть уже отпечатанного тиража уничтожается. Впрочем два трека из четырёх можно найти на вышедшем следом сингле «Foreigner», ещё один на самом альбоме «Void», а оставшийся четвёртый вышел в 2002 году на сборнике «Remixed».
Номер по каталогу: 3984-29686-2 

Содержание (track list):
1. Blue Moon '99 (Radio Edit) (3:29)
2. Blue Moon (Void-Style-Version) (4:10)
3. Moonbeam (4:18)
4. Hear Me Calling (Entrusted To Mesh) (5:51)

### Foreigner
«Foreigner» — первый официальный сингл группы De/Vision с альбома «Void». Четвёртый трек был записан в октябре 1997 года, он микшировался для сингла «Hear Me Calling», который вышел только в ограниченном промоиздании. Сам сингл поднялся до 76 строчки в альтернативных чартах.
CD Номер по каталогу: 8573-81638-2 

Содержание (track list):
1. Foreigner (Radio Edit) (3:40)
2. Re-Invent Yourself (5:00)
3. Moonbeam (4:18)
4. Hear Me Calling (En Trusted To Mesh) (5:51)

CD Promo 
Содержание (track list):
1. Foreigner (Radio Edit) (3:40)
2. Foreigner (Club Edit) (4:46)

### Freedom
«Freedom» — второй сингл группы De/Vision с альбома «Void». На песню группа сняла видеоклип.
Номер по каталогу: 8573-83198-2 

Содержание (track list):
1. Freedom (Radio Version) (3:59)
2. Freedom (Album Short Cut) (3:58)
3. Freedom (OOMPH! Remix) (5:10)
4. Remember (Sweet Harmony Mix) (4:52)
5. Freedom (Long Version) (5:21)